# 中村啓信
中村 啓信（なかむら ひろとし、1929年（昭和4年）4月23日 - ）は、日本の日本文学者。國學院大學名誉教授。

## 経歴
1929年、山梨県甲府市山宮町で生まれた。山梨県立甲府第一高等学校を卒業し、國學院大學文学部国文科に進学。1953年に卒業し、同大学大学院に進んだ。1957年、博士課程を満期退学。
その後、國學院大學日本文化研究所研究員。1976年、同大学文学部教授に就き、日本文化研究所教授を兼ねた。1989年古事記学会代表理事に就任。また同年に日本学術会議推薦人となった。1993年、学位論文『荷田春満書入古事記とその研究』を國學院大学に提出して文学博士の学位を取得。2000年に國學院大學を定年退任し、名誉教授となった。

## 著作
著書
- 『新・古事記物語』講談社学術文庫 1987
- 『古事記の本性』おうふう 2000
- 『日本書紀の基礎的研究』高科書店 2000
- 『日下部金兵衛：明治時代カラー写真の巨人』国書刊行会 2006

共編著
- 『日本書紀総索引 漢字語彙篇』(全4巻) 編、角川書店 1964-1968
- 『日本神話』菅野雅雄共編、桜楓社 1978
- 『信西日本紀鈔とその研究』編著、高科書店 1990
- 『荷田春満書入古事記とその研究』編著、高科書店 1992
- 『風土記を読む』谷口雅博・飯泉健司共編、大島敏史写真、おうふう 2006
- 『風土記探訪事典』谷口雅博・飯泉健司,・大島敏史共著、東京堂出版 2006

校訂等
- 『新訂 古事記』武田祐吉訳注、中村補訂、角川文庫 1977
  - 文庫化 角川ソフィア文庫
- 『日本書紀』(神道大系 古典編 2-4) 神道大系編纂会 1983
- 『日本書紀註釈 上』(神道大系 古典註釈編 2) 校注、神道大系編纂会 1988
- 『古事記 現代語訳付き』新版、訳注、角川ソフィア文庫 2009
- 『風土記 現代語訳付き』監修・訳注、角川ソフィア文庫 2015

記念論文集
- 『記紀万葉論攷 中村啓信先生古稀記念』中村啓信先生古稀記念論文集刊行会 2000